# Forbidden (banda)
Forbidden é uma banda de thrash metal da Bay Area em São Francisco, popular no final dos anos 1980 e começo dos 1990. Seu estilo é uma mistura de thrash metal com power metal e influências de música clássica.

## História
O nome original da banda Forbidden era "Forbidden Evil" e com este nome eles lançaram diversas fitas demo. Forbidden Evil é também o nome do primeiro álbum oficial da banda. O grupo modificou o nome para se evitar que fossem rotulados como uma banda de black metal. A formação até 1989 foi Russ Anderson (vocal), Craig Locicero e Glen Alvelais (guitarras), Matt Camacho (contrabaixo) e Paul Bostaph (bateria).
Em 1989 Glen Alvelais deixou a banda (juntou-se mais tarde ao Testament) e foi substituído por Tim Calvert. Com o novo membro gravaram o segundo álbum da banda, Twisted into Form, com uma sensível mudança em relação ao primeiro álbum, devido às influencias do novo guitarrista.
Anos mais tarde, Paul Bostaph saiu do Forbidden (entra no Slayer no lugar de Dave Lombardo) e foi substituído por Steve Jacobs. Forbidden gravou dois álbuns com o novo baterista, Distortion e Green.
Após anos separados, o grupo se reúne somente para tocar no festival beneficente ao Chuck Billy, "Thrash of the Titans" em 2001.
Em 2007 eles se reuniram para fazer uma turnê mundial, e em 2010 gravaram um novo disco: Omega Wave. Entre 2011 e 2012, Mark Hernandez, Matt Camacho e Steve Smyth saíram da banda, e o Forbidden encerrou em definitivo sua carreira.
No mês de abril, no ano de 2017 falece o ex-guitarrista, ex-membro de longa data da banda, Tim Calvert, aos 52 anos, após enfrentar uma forma agressiva de esclerose lateral amiotrófica (ELA).
Apesar da separação do grupo em 2012, o Forbidden retornou mais uma vez em 2023, no que foi chamado pela banda de "Forbidden Rebirth 2023", com Craig Locicero na guitarra e Matt Camacho no baixo, e agora com Norman Skinner nos vocais, Chris Kontos na bateria e Steve Smyth na guitarra. No ano seguinte, sai Steve Smyth e entra Danie Mongrain em seu lugar como membro nos concertos.
Em 26 de junho de 2025, após quase 15 anos sem novos lançamentos desde o álbum de 2010, o Forbidden lançou um novo single chamado "Divided by Zero".

## Cronologia de integrantes
Última formação
- Craig Locicero - guitarra (1987-1997, 2007-2013)
- Russ Anderson - vocal (1987-1997, 2007-2013)
- Sasha Horn - bateria (2011-2013)

Antigos membros
- Matt Camacho - baixo (1987-1997, 2007-2012)
- Paul Bostaph - bateria (1987-1992, 2007)
- Glen Alvelais - guitarra (1987-1989, 2007-2009)
- Tim Calvert - guitarra (1989-1997)
- Steve Jacobs - bateria (1992-1997)
- Gene Hoglan - bateria (2007-2009)
- Mark Hernandez - bateria (2009-2011)
- Steve Smyth - guitarra (2009-2012)

## Discografia
- Forbidden Evil (1988)
- Raw Evil Live at the Dynamo (EP) (1989)
- Twisted into Form (1990)
- Point of No Return (coletânea) (1992)
- Distortion (1994)
- Green (1997)
- Omega Wave (2010)